# Ана Мария Уарте
Ана Мария Хосефа Рамона де Уарте-и-Муньис (исп. Ana María Josefa Ramona de Huarte y Muñiz, в замужестве Итурбиде; 1786—1861) — мексиканская дворянка, супруга императора Мексики Агустина I, императрица-консорт Мексики с 19 мая 1822 по 19 марта 1823 года.

## Биография

### Ранняя биография
Ана-Мария родилась 17 января 1786 года в Вальядолиде (современная Морелия). Её отец — Исидро Уарте, иммигрировал из Гойсуэты и разбогател. Ана-Мария училась в родном городе в Школе Святой Росы. Там она встретила своего будущего мужа Агустина де Итурбиде. 27 февраля 1805 года в кафедральном соборе в Вальядолиде девятнадцатилетняя Ана-Мария и двадцатидвухлетний Агустина де Итурбиде поженились. Ана-Мария получила приданое в размере 100 000 песо, на которые пара купила асьенду в Мараватио. У пары было 10 детей.

### Императрица Мексики
Коронация состоялась 21 июля 1822 года. Августин сам короновал свою жену. Новая императрица занималась воспитанием детей. После отречения мужа в 1823 года, императрица отправилась вместе с ним в изгнание в Италию. Агустин де Итурбиде вместе с женой вернулся в Мексику, когда появилась угроза повторного включения государства в Испанию. Был там арестован и расстрелян в 1824 году.

### Дальнейшая жизнь
Правительство Мексики разрешило вдове императора и его семье уехать в Колумбию и назначило Ане Марии годовую пенсию в размере восьми тысяч песо. Семья не смогла поехать в Колумбию и переехала в США. Ана Мария жила в Новом Орлеане, Балтиморе, Джоржтауне и Филадельфии. Ана-Мария пережила смерть двух своих дочерей. Она умерла 21 марта 1861 года, в присутствии своих детей.